# 家本秀太郎
家本 秀太郎（いえもと ひでたろう、1908年3月31日 - 1979年10月12日）は経済学者。神戸大学経済学部名誉教授。正四位勲三等瑞宝章。産業連関表で有名な米国経済学者のワシリー・レオンチェフの主著「アメリカ経済の構造」を訳した。クララオンラインの創業者である家本賢太郎は孫。

## 経歴
兵庫県神戸市兵庫区生まれ。神戸市立第一神港商業高校を経て神戸商業大学（現・神戸大学）卒。肺と肋膜を患う。1938年に同大講師となり、1946年神戸経済大学（現・神戸大学）助教授のち教授となる。1953年神戸大学経済学部教授となり、1959年に北米欧州アジアへ出張。1962年肝炎により死線をさまよう。1967年神戸大評議員となり学園紛争に対応、そのストレスから体調を崩し1969年に胆のう切除、上下肢麻痺となったが、奇跡的に杖で歩けるまでに回復し、翌年復職。1971年定年退職し、同大名誉教授、神戸学院大学経済学部教授となる。

## 訳書
- 『アメリカ経済の構造:産業連関分析の理論と実際』（東洋経済新報社、1959年）
- 『社会会計と経済モデル』（東洋経済新報社、1964年）